# Jonathan Tucker
Jonathan Moss Tucker (Boston, 31 maggio 1982) è un attore statunitense.
Ha cominciato la sua carriera circa a metà degli anni novanta.

## Biografia
Jonathan è figlio di Paul Hayes Tucker e Maggie Moss. Ha frequentato la "Park School" in Brookline, Massachusetts. Successivamente ha frequentato la "Thacher School" in Ojai, California, diplomandosi nel 2001.
È stato interprete di numerosi film e telefilm, ed è stato anche nominato nella categoria Young Artist Award. Tra i film da lui interpretati in giovane età, è da ricordare il suo ruolo nel film drammatico Sleepers, dove impersonava il giovane Tommy Marcano, uno dei quattro ragazzi spediti in riformatorio per aver causato un grave incidente.
Nel film Tucker è stato affiancato da attori quali Brad Renfro, Joseph Perrino e Geoffrey Wigdor.

## Filmografia

### Cinema
- Botte di Natale, regia di Terence Hill (1994)
- Ladri per amore (Two If by Sea), regia di Bill Bennett (1996)
- Sleepers, regia di Barry Levinson (1996)
- Il giardino delle vergini suicide (The Virgin Suicides), regia di Sofia Coppola (1999)
- 100 ragazze (100 Girls), regia di Michael Davis (2000)
- I segreti del lago (The Deep End), regia di Scott McGehee, David Siegel (2001)
- Ball in the House, regia di Tanya Wexler (2001)
- Non aprite quella porta (The Texas Chainsaw Massacre), regia di Marcus Nispel (2003)
- Stateside - Anime ribelli (Stateside), regia di Reverge Anselmo (2004)
- Criminal, regia di Gregory Jacobs (2004)
- Hostage, regia di Florent Emilio Siri (2005)
- Parole d'amore (Bee Season), regia di Scott McGehee, David Siegel (2005) - non accreditato
- Pulse, regia di Jim Sonzero (2006)
- Love Comes to the Executioner, regia di Kyle Bergesen (2006)
- Cherry Crush, regia di Nicholas DiBella (2007)
- Day 73 with Sarah, regia di Brent Hanley (2007) - cortometraggio
- Nella valle di Elah (In the Valley of Elah), regia di Paul Haggis (2007)
- Rovine (The Ruins), regia di Carter Smith (2008)
- An Englishman in New York, regia di Richard Laxton (2009)
- Veronika Decides to Die, regia di Emily Young (2009)
- Flying Lessons, regia di Derek Magyar (2010)
- Meskada, regia di Josh Sternfeld (2010)
- The Next Three Days, regia di Paul Haggis (2010)
- Objects in the Rearview, regia di Adam Bagger (2013) - cortometraggio
- Sweet Virginia, regia di Jamie M. Dagg (2017)
- Skin, regia di Guy Nattiv (2018) - cortometraggio
- Charlie's Angels, regia di Elizabeth Banks (2019)
- Palm Trees and Power Lines, regia di Jamie Dack (2022)
- God Is a Bullet, regia di Nick Cassavetes (2023)

### Televisione
- Ultime dal cielo (Early Edition) – serie TV, episodio 1x12 (1997)
- Mr. Music, regia di Fred Gerber – film TV (1998)
- The Practice - Professione avvocati (The Practice) – serie TV, episodi 6x05-6x06 (2001)
- Philly – serie TV, episodio 1x12 (2002)
- CSI - Scena del crimine (CSI: Crime Scene Investigation) – serie TV, episodio 3x17 (2003)
- Law & Order - Unità vittime speciali (Law & Order: Special Victims Unit) – serie TV, episodio 5x08 (2003)
- Six Feet Under – serie TV, episodio 4x01 (2004)
- Masters of Horror – serie TV, episodio 1x03 (2005)
- Law & Order: Criminal Intent – serie TV, episodio 5x15 (2006)
- Black Donnellys – serie TV, 13 episodi (2007)
- White Collar – serie TV, episodio 1x08 (2010)
- Criminal Minds – serie TV, episodio 6x13 (2011)
- Royal Pains – serie TV, episodi 3x04-3x05 (2011)
- Parenthood – serie TV, 10 episodi (2011-2014)
- Perception – serie TV, episodio 1x07 (2012)
- Ro – serie web, 5 episodi (2012)
- Person of Interest – serie TV, episodio 2x04 (2012)
- Hannibal – serie TV, episodi 2x01-2x05 (2014)
- High Moon, regia di Adam Kane – film TV (2014)
- Kingdom – serie TV, 40 episodi (2014-2017)
- Justified – serie TV, 5 episodi (2015)
- American Gods – serie TV, episodio 1x01 (2017)
- Westworld - Dove tutto è concesso (Westworld) – serie TV, 7 episodi (2018-2022)
- Snowfall – serie TV, 10 episodi (2018-2019)
- City on a Hill – serie TV, 10 episodi (2019)
- Monsterland - serie TV, episodio 1x01 (2020)
- Debris - serie TV, 13 episodi (2021)
- Echoes - miniserie TV, 7 episodi (2022)

## Doppiatori italiani
Nelle versioni in italiano delle opere in cui ha recitato, Tucker è stato doppiato da:
- Emiliano Coltorti ne I segreti del lago, White Collar, Royal Pains, Westworld - Dove tutto è concesso, God Is a Bullet
- Paolo Vivio in Ladri per amore, Sleepers, Masters of Horror
- Daniele Raffaeli in Six Feet Under, Sweet Virginia, Echoes
- Stefano Crescentini in Hostage, Rovine, Justified
- Corrado Conforti ne Il giardino delle vergini suicide, Law & Order - Unità vittime speciali, Parenthood
- David Chevalier in Criminal Minds, American Gods, City on a Hill
- Nanni Baldini in 100 ragazze, Nella valle di Elah
- Simone Crisari in Botte di Natale, Hannibal
- Stefano Onofri in CSI - Scena del crimine
- Simone D'Andrea in Law & Order: Criminal Intent
- Luigi Ferraro in Non aprite quella porta
- Gianluca Crisafi in Stateside - Anime ribelli
- Alessandro Tiberi in Pulse
- Francesco Pezzulli in The Black Donnellys
- Francesco Sechi in The Next Three Days
- Gianfranco Miranda in Person of Interest
- Flavio Aquilone in Perception
- Alessandro Capra in Snowfall

Da doppiatore è sostituito da:
- Alessandro Capra in Call of Duty: World War II

## Videogiochi
- Call of Duty: World War II (2017) (Robert Zussman)